# Cluetrain-Manifest
Das Cluetrain-Manifest (englisch cluetrain manifesto) ist der Titel einer Sammlung von 95 Thesen über das Verhältnis von Unternehmen und ihren Kunden im Zeitalter des Internets und der New Economy, die 1999 (zu Hochzeiten des Dotcom-Booms) von den US-Amerikanern Rick Levine, Christopher Locke, Doc Searls und David Weinberger veröffentlicht und von zahlreichen bekannten Experten (etwa Eric S. Raymond) unterschrieben wurde. Später erschien auch ein Buch unter diesem Titel.
In der Form wird Bezug genommen auf die 95 Thesen des Reformators Martin Luther.
Am 8. Januar 2015 veröffentlichten die ursprünglichen Autoren Doc Searls und David Weinberger 121 neue Thesen – die „New Clues“. Laut Angaben der Autoren sind die neuen Thesen mit den anderen Autoren des ersten Werks abgestimmt.

## Aussage
„wir sind keine zielgruppen oder endnutzer oder konsumenten. wir sind menschen - und unser einfluss entzieht sich eurem zugriff. kommt damit klar.“
Unter dieser Überschrift ist in 95 Thesen eine pragmatische Sicht auf Menschen und Märkte unter Einbeziehung der neuen Kommunikationswege wie z. B. des Internets und Handykommunikation formuliert. Es beschreibt, welchen wachsenden Einfluss die neuen Technologien auf die Kommunikation  haben werden und wie dadurch die Macht des konventionellen Marketing schwindet.
Das Manifest skizziert das Ende der einseitigen Kommunikation. Die Märkte der Zukunft basieren auf den Beziehungen der Menschen untereinander und auf den Beziehungen der Unternehmen zu den Menschen bzw. den Märkten.